# Draganići (pleme)
Draganić je hrvatsko plemićko bratstvo.
Staro je hrvatsko pleme čije se područje nalazilo u kraju između Jastrebarskog i Karlovca čije se ime očuvalo u imenu naselja Draganića. 
Na području današnjeg naselja Draganića između Jastrebarskog i Zagreba postojala je plemićka općina odnosno Podgorje, čiji su Draganići bili podložnici (jobagionis castri). Ista plemićka općina prestala je postojati 1848. godine. Usprkos toj promjeni i danas se u tom kraju pojavljuje to prezime.
Uz njih u ovom kraju još se od 13. stoljeća spominju susjedna plemena Cvetkovići, Domagovići, Krašići, Pribići, Brezarići i još neki. Kako su se istakli u borbama protiv Mongola] Draganići su dobili status „plemenite i slobodne općine“ i živjeli bez kmetovskog sustava. Slične sloboštine kralj Bela III. (1235. – 1270.) daje i plemenu Krašića koji su ga postupno uvođenjem feudalnog sustava u 15. i 16. stoljeću počeli gubiti. Draganići su svoje slobode očuvali sve do 1848. i svoje župane (iudex generationi; "sudac braće") birali na slobodnim plemenskim skupovima. Selo Draganić danas ima preko 2.500 stanovnika. Ne smiju se pobrkati s plemenom Draginići.
1556. godine pobunilo se plemićko bratstvo Draganića i plemićki rod Domagovića, a bunu je skršio hrvatsko-slavonsko-dalmatinski ban Petar II. Erdődy.